# Gottlob Ernst Schulze
Gottlob Ernst Schulze (ur. 23 sierpnia 1761, zm. 14 stycznia 1833 w Getyndze) – niemiecki filozof, profesor Uniwersytetu w Helmstedt i Uniwersytetu w Getyndze. Zwolennik sceptycyzmu. Nazywany był "Ainezydemem-Schulze", ponieważ pierwsze swoje dzieło opublikował anonimowo, zaś tytuł dzieła był imieniem starożytnego sceptyka Ajnesidemosa.
Schulze był jednym z pierwszych krytyków filozofii Immanuela Kanta. Jego krytyka była skierowana bezpośrednio w prace Carla Leonharda Reinholda, który był popularyzatorem Kanta, ale trafiały również w samego Kanta. 
Schulze był nauczycielem Arthura Schopenhauera.